# فنلزین
فنلزین، که با نام تجاری Nardil فروخته می‌شود، یک مهار کننده غیر انتخابی و برگشت‌ناپذیر مونوآمین اکسیداز (MAOI) و از دسته هیدرازین‌ها است که به عنوان ضد افسردگی و ضد اضطراب استفاده می‌شود. این دارو همراه با ترانیل سیپرومین و ایزوکاربوکسازید یکی از معدود MAOIهای غیر انتخابی و برگشت‌ناپذیر است که همچنان استفاده بالینی گسترده دارد. فنلزین به صورت خوراکی تجویز می‌شود.

## موارد مصرف
فنلزین در درجه اول در درمان اختلال افسردگی اساسی (MDD) استفاده می‌شود. بیماران با علائم افسردگی مشخص شده به عنوان "غیردرونزاد"، "آتیپیک " و / یا "نوروتیک" به ویژه به فنلزین پاسخ خوبی می‌دهند. این دارو همچنین در بیمارانی که به درمان‌های خط اول و دوم افسردگی پاسخ مثبتی نمی‌دهند یا " مقاوم به درمان " هستند نیز مفید است. علاوه بر اینکه یک درمان شناخته شده برای اختلال افسردگی اساسی است، فنلزین درمان مؤثری برای افسردهخویی، افسردگی دو قطبی (BD), اختلال هراس (PD), اختلال اضطراب اجتماعی، پرخوری عصبی، اختلال استرس پس از سانحه (PTSD) , و اختلال وسواس فکری عملی (OCD) می‌باشد. فنلزین در یک آزمایش بالینی مرحله دوم از مارس ۲۰۲۰ در درمان سرطان پروستات نوید داد.

## فارماکودینامیک

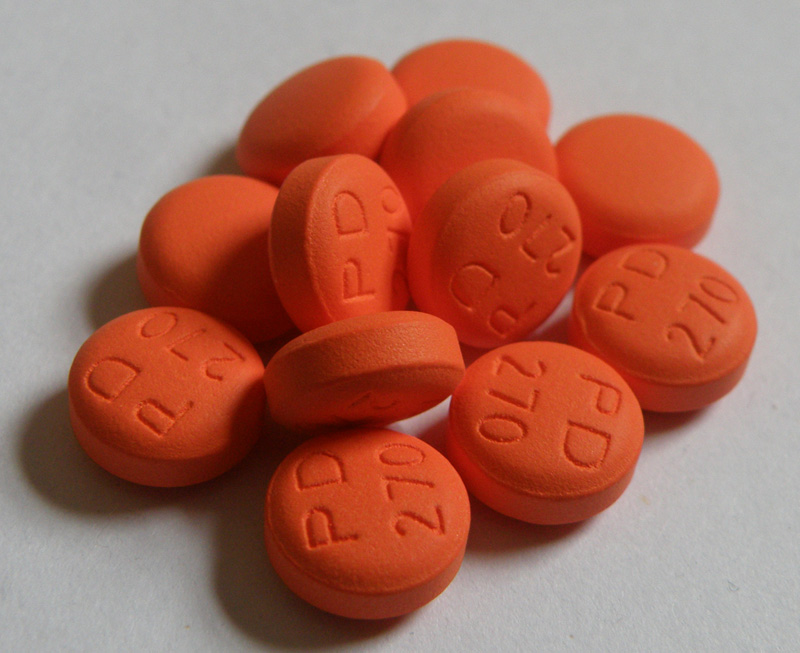
تصویری از قرص های فلنزین از برند ناردیل

فنلزین یک مهار کننده غیر انتخابی و برگشت‌ناپذیر آنزیم مونوآمین اکسیداز (MAO) است. این ماده هر دو ایزوفرم مربوطه MAO , MAO-A و MAO-B را مهار می‌کند و تقریباً به‌طور مساوی این کار را انجام می‌دهد، با کمی ارجحیت نسبت به مورد اول. با مهار MAO، فنلزین از اکسید شدن مونوآمین انتقال دهنده‌های عصبی سروتونین، ملاتونین، نوراپی نفرین، اپی نفرین و دوپامین جلوگیری می‌کند، و همچنین به عنوان neuromodulators مانند فنتیلآمین، تیرامین، اکتاپامین و تریپتامین عمل می‌کند. این عمل منجر به افزایش غلظت خارج سلولی این مواد شیمیایی عصبی و در نتیجه تغییر در شیمی عصبی و انتقال عصبی می‌شود. تصور می‌شود این عمل واسطه اصلی در مزایای درمانی فنلزین باشد.
نشان داده شده‌است که فنلزین به فنیل آمین (PEA) متابولیزه می‌شود. PEA به عنوان ماده آزاد کننده نوراپی نفرین و دوپامین عمل می‌کند و اثراتی بسیار مشابه اثر آمفتامین ایجاد می‌کند، البته با فارماکوکینتیک کاملاً متفاوت از جمله مدت زمان عمل بسیار کوتاه‌تر. افزایش فنلزین در سطح PEA ممکن است تا حدی به اثرات ضد افسردگی کلی آن کمک کند. علاوه بر این، فنیل آمین یک بستر برای MAO-B است، و نشان داده شده‌است که درمان با MAOIs که MAO-B را مهار می‌کند مانند فنلزین به‌طور مداوم و به‌طور قابل توجهی غلظت آن را افزایش می‌دهد
فنل زین معمولاً به شش تا هشت هفته درمان و حداقل دوز ۶۰ میلی‌گرم در روز، برای رسیدن به اثرات درمانی نیاز دارد. به‌طور معمول، یک پاسخ درمانی به MAOIs با مهار حداقل 80-85 of از فعالیت مونوآمین اکسیداز همراه است.

## فارماکوکینتیک
فنلزین به صورت خوراکی به صورت سولفات فنلزین تجویز می‌شود و به سرعت از دستگاه گوارش جذب می‌شود. زمان رسیدن به اوج غلظت پلاسما ۴۳ دقیقه و نیمه عمر آن ۱۱٫۶ ساعت است. برخلاف اکثر داروها، فنل زین به‌طور غیرقابل برگشت MAO را غیرفعال می‌کند و در نتیجه، برای پایداری اثرات آن لزوماً لازم نیست که همیشه در خون وجود داشته باشد. به همین دلیل، با متوقف شدن درمان با فنلزین، اثرات آن به‌طور معمول از بین نمی‌روند تا زمانی که بدن ذخیره آنزیم‌های خود را دوباره جبران کند، این روند ممکن است به مدت ۲–۳ هفته طول بکشد. فنلزین عمدتاً در کبد متابولیزه می‌شود و متابولیت آن در ادرار دفع می‌شود.

## عوارض جانبی
عوارض جانبی رایج فنلزین ممکن است شامل سرگیجه، تاری دید، خشکی دهان، سردرد، بی حالی، آرامبخشی، خواب آلودگی، بی خوابی، بی اشتهایی، افزایش یا کاهش وزن، حالت تهوع و استفراغ، اسهال، یبوست، احتباس ادرار، میدیاریس، لرزش عضلات، فشار خون بالا، تعریق، فشار خون یا افت فشار خون، افت فشار خون ارتاستاتیک ، پارستزی، هپاتیت و اختلال عملکرد جنسی (شامل از دست دادن میل جنسی و آنورگاسمیا) باشد. عوارض جانبی نادر که معمولاً فقط در افراد مستعد دیده می‌شود ممکن است شامل هیپومانیا یا شیدایی، روان پریشی و نارسایی حاد کبدی باشد که آخرین مورد معمولاً فقط در افرادی است که از قبل دچار آسیب کبدی، پیری، اثرات طولانی مدت الکل یا عفونت ویروسی باشند.

## تداخل دارویی
MAOIها محدودیت‌های غذایی و تداخل دارویی خاصی دارند. میزان چنین محدودیتها و تداخلهایی به مراتب کمتر از آن است که قبلاً تصور می‌شد، و MAOIها در صورت تجویز صحیح معمولاً داروهایی بی خطر هستند. بحران فشار خون معمولاً هنگام مصرف MAOI اتفاقی نادر است اما ممکن است در اثر مصرف بیش از حد غذاهای حاوی تیرامین ایجاد شود. در نتیجه، بیماران هنگام مصرف فنلزین و سایر MAOIها باید از مصرف مقادیر اضافی برخی غذاهای خاص حاوی تیرامین مانند پنیرهای کهنه و مانده و گوشت‌های نمک سود شده و کهنه خودداری کنند. سندرم سروتونین ممکن است در اثر تداخل با داروهای خاصی باشد که باعث افزایش فعالیت سروتونین می‌شوند مانند مهارکننده‌های انتخابی جذب مجدد سروتونین، عوامل آزادکننده سروتونین و آگونیست‌های سروتونین ایجاد شود. چندین مرگ به دلیل سندرم سروتونین مربوط به تداخل دارویی مانند مورد لیبی صهیون گزارش شده‌است. همان‌طور که در مورد دیگر MAOIها است، یک نگرانی در مورد فنلزین و استفاده همزمان از هر کدام از داروهای بیهوشی عمومی و بیحسی موضعی وجود دارد. هر کسی که از فنل زین استفاده می‌کند قبل از اقدام به جراحی دندان و جراح در هر زمینه دیگر باید به دندانپزشک خود اطلاع دهد.
- فنیل‌اتیلیدن‌هیدرازینمصرف فنلزین به کمبود ویتامین B 6 نیز مرتبط دانسته شده‌است[۲۰] نشان داده شده‌است.
- ایزوکاربوکسازید
- بازدارنده مونوآمین اکسیداز
- ترانیل سیپرومین